# Дегофф, Александр
Александр Дего́фф (фр. Alexandre Desgoffe; 2 марта 1805 в Париже — 27 июля 1882 там же) — французский художник, ученик Энгра; дядя художника Блеза Дегоффа.

## Биография и творчество
Учился у Луи-Этьена Ватле и Шарля Ремона, позднее у Энгра. Рано проявил интерес к работе на пленэре, сблизился с Барбизонской школой.
В 1834—1837 и затем в 1839—1842 годах путешествовал по Италии. Писал пейзажи с историческим стаффажем, а также картины на сюжеты, заимствованные из Библии. Наибольшим успехом пользовался в 1848—1857 годах. Произведения его, по характеристике авторов ЭСБЕ, «отличаются прекрасным рисунком, но слишком изысканным, деланным идеализмом».
Главные в их числе:
- «Альбанское озеро»,
- «Циклоп» (в Лионском музее),
- «Нарцисс у источника»,
- «Христос и иерихонские слепцы»,
- «Бешенство Ореста»,
- «Св. Маргарита» (в одной из дижонских церквей)
- плафонная живопись в читальной зале Парижской национальной библиотеки.